# Anatolij Alekseevič Dudorov
Anatolij Alekseevič Dudorov (Mosca, 3 dicembre 1915 – 23 gennaio 1997) è stato un attore e regista sovietico.

## Filmografia parziale

### Regista
- Chmuryj Vangur (1959)
- Čёrt s portfelem (1966)